# 日東商船
日東商船株式会社（にっとうしょうせん）は、かつて存在した日本の海運会社である。昭和30年代の海運集約によって大同海運と合併し、ジャパンラインとなった。
東京都港区に本社を置き千葉県館山市を拠点とした遊覧船事業などを営む同名会社（現存）とは無関係。

## 歴史
1937年3月に日東鉱業汽船株式会社として創業。第1船として貨物船「日栄丸」（13,450トン）を建造した。その後、日東炭業、日本海運鉱業、広和汽船、日本タンカーなどを買収して船腹を拡張、太平洋戦争勃発直前にはタンカー8隻63,232トン、貨物船10隻32,743トンを保有していた。
戦時中は大阪商船の傘下に入って資本を拡充。1943年には社名を日東汽船株式会社に変更している。保有した船舶48隻のうち、終戦時に健在だったのはタンカー3隻のみで、タンカー・貨物船合わせて45隻372,857トンを失った。
戦後は特別経理会社となり、1948年11月5日には第二会社日東商船株式会社を設立。旧日東汽船株式会社を解散とした。日東商船として再出発してからは瀬戸内海で沈没した船舶の引き揚げや他社からの船舶購入で船隊を整え、1950年から定期航路が順次再開された。1951年からは急速に船腹の拡充をすすめ、わずか3年半で10隻、合計115,700トンを新造・取得した。さらに1953年11月には大和汽船を合併し、1955年2月には新日本海運（のちに日新汽船と改名）を傘下におさめた。しかし第二次中東戦争をきっかけとしたいわゆる「スエズ・ブーム」と呼ばれた好調が解消されてからの海運業不況により、政府による海運集約政策が実施された。これにより日東商船は大同海運と合併。「ジャパンライン」となった。

## 沿革
- 1937年（昭和12年）3月 - 日東鉱業汽船株式会社創立。本社を東京市芝区（現在の港区）浜松町に置いた。
- 1938年（昭和13年）2月 - 本社を東京市麹町区（現在の千代田区）丸の内に移転。
- 1938年（昭和13年）6月 - 建造第1船「日栄丸」竣工。
- 1938年（昭和13年）8月 - 日東炭業株式会社を合併。
- 1940年（昭和15年）5月 - 子会社として日栄商事（株）を創立。
- 1941年（昭和16年）3月 - 日本タンカー（株）、第二日東鉱業汽船（株）、白坂汽船（株）を吸収合併。
- 1942年（昭和17年）3月 - タンカー「宝洋丸」がニューアイルランド島南方で潜水艦と交戦しこれを撃沈する。
- 1943年（昭和18年）2月 - 社名を日東汽船株式会社に変更。
- 1945年（昭和20年）8月 - 太平洋戦争終結。45隻372,857トンを喪失。
- 1948年（昭和23年）11月 - 第二会社日東商船株式会社を設立。日東汽船株式会社解散。
- 1953年（昭和28年）11月 - 大和汽船（株）を吸収合併。
- 1955年（昭和30年）3月 - 新日本海運（株）を傘下におさめる。
- 1959年（昭和34年）4月 - 播磨造船所、神戸製鋼、呉造船所、日商と共同出資で国際汽船（株）を設立。
- 1959年（昭和34年）4月 - 播磨造船所などとの共同出資で日本液化ガス輸送（株）を設立。日本初のLPGタンカーを建造。
- 1964年（昭和39年）4月 - 大同海運と合併し、ジャパンラインが誕生。

## 所有していた船
- 帝洋丸 - 日本タンカーから取得した高速タンカー。
- 宝洋丸（14,075トン、横浜船渠） - 1942年3月31日にニューアイルランド島沖で米潜水艦と交戦し、潜水艦を撃沈した。その後トラック島空襲で沈没。
- 第二亜細亜丸（66,000トン、石川島播磨重工業東京工場） - 日東商船として最後に竣工したタンカー。

## 関連企業
- 日栄商事（株） - 1940年5月14日設立、1954年6月29日解散。
- 日新興業（株） - 新日本海運の後身。
- 日東近海（株） - 大和汽船の後身、日東商船の近海内航部門を担当。
- 日本液化ガス輸送（株） - 播磨造船所などとの共同出資によって1959年4月に設立。日本最初のLPGタンカー「第1えるぴい丸」を保有していた。
- 国際汽船（株） - 播磨造船所などとの共同出資によって設立。

そのほか、多数の関連企業が存在した。

## 参考
- 日東商船(株)『日東商船株式会社社史』(1966.05)（社史詳細） - 渋沢社史データベース（（公財）渋沢栄一記念財団情報資源センター）